# Girl You Know It's True (album)
Pour la chanson éponyme, voir Girl You Know It's True.
Pour les articles homonymes, voir Girl You Know It's True.
Albums de Milli Vanilli
Rob & Fab
Album sorti en 1992, en Allemagne reprenant une partie des succès de Milli Vanilli avec un inédit All Or Nothing (The U.S Mega remix), qui n'était disponible que sur le maxi-single de 1990.

## Titres
1. Girl You Know It's True (N.Y.C. Subway Remix) (3 min 58 s)
2. Can't You Feel My Love (3 min 31 s)
3. Boy In The Tree (3 min 09 s)
4. Dance With A Devil (3 min 11 s)
5. Is It Love (3 min 20 s)
6. All Or Nothing (3 min 19 s)
7. Blame It On The Rain (4 min 08 s)
8. Too Much Monkey Business (Maxi Mix) (1 min 47 s)
9. Dreams To Remember (3 min 54 s)
10. Money (4 min 10 s)
11. Ma Baker (4 min 22 s)
12. Girl You Know It's True (Super Club Mix) (6 min 20 s)
13. All Or Nothing (The U.S. Mega Remix) (8 min 53 s)